# Lajos Mocsai
Lajos Mocsai (10 de marzo de 1954, Szeged, Hungría) es un exjugador y actual entrenador de balonmano. Fue seleccionador de la Selección de balonmano de Hungría hasta 2014. También ha entrenado al MKB Veszprém.
En su etapa de jugador, fue 20 veces internacional con Hungría.

## Equipos

### Jugador
- SC Pick Szeged (1968-1973)
- Testnevelési Főiskola SE (1973-1978)
- Vasas SC (1978-1979)
- Budapest Spartacus SC (1979-1981)

### Entrenador
- Testnevelési Főiskola SE (Masculino) (1978-1980)
- Testnevelési Főiskola SE (Femenino) (1980-1981)
- Vasas SC (1981-1983)
- Budapest Honvéd SE (1983-1985)
- Hungría (1985-1989)
- TBV Lemgo (1989-1996)
- TuS Nettelstedt-Lübbecke (1997-1998)
- Hungría (Femenino) (1998-2004)
- VfL Gummersbach (2005)
- Vasas SC (2005-2007)
- Veszprém KC (2007-2012)
- Hungría (2010-2014)

## Palmarés

### Entrenador

#### Testnevelési Főiskola SE
- Liga de Hungría Femenina (1982)
- Copa de Hungría Femenina (1982)
- Liga de Campeones de la EHF femenina (1982)

#### Vasas SC
- Liga de Hungría (1983)
- Copa de Hungría (1983)

#### TBV Lengo
- Recopa de Europa (1996)
- Copa de Alemania (1995)

#### TuS Nettelstedt-Lübbecke
- EHF City Cup (1998)

#### Veszprém KC
- Liga de Hungría (2008, 2009, 2010, 2011, 2012)
- Copa de Hungría (2009, 2010, 2011, 2012)
- Recopa de Europa (2008)

#### Selección húngara femenina
- Campeonato Europeo
  -  Campeón (2000)
  -  Bronce (1998)
- Juegos Olímpicos
  -  Medalla de plata (2000)
- Campeonato Mundial
  -  Subcampeón (2003)

#### Selección húngara masculina
- Juegos Olímpicos
  - 4ª plaza (1988 y 2012)
- Campeonato Mundial
  -  Subcampeón (1986)

#### Consideraciones personales
- Premio Endre Kerezsi (2003)
- Entrenador húngaro del año (2009)
- Entrenador del siglo del TBV Lemgo

- Datos: Q355537
- Multimedia: Lajos Mocsai / Q355537